# Peter Jablonski
Peter Jablonski (* 1971 in Karlskrona-Lyckeby, Südschweden) ist ein schwedischer Pianist polnischer Herkunft.

## Leben
Mit fünf Jahren begann er am Schlagzeug, mit sechs am Klavier. Mit neun Jahren spielte er im Village Vanguard, wandte sich aber dem klassischen Repertoire zu und spielte mit elf Jahren ein Mozart-Konzert. Im selben Alter wurde er an die Musikakademie Malmö aufgenommen. Am Royal College of Music in London studierte er Klavierspiel und Dirigieren. Dort fiel er Vladimir Ashkenazy auf, mit dem er oft konzertierte. 1992 debütierte er in Washington, D.C., 1993 in der Royal Festival Hall in London.
Sein Repertoire umschließt die sog. Klassik wie die moderne und zeitgenössische Musik (Skrjabin, Prokofjew, Schostakowitsch, Gershwin). Er spielt oft Werke polnischer Komponisten (Szymanowski, Maciejewski). Wojciech Kilar widmete ihm ein Klavierkonzert, das er 1998 in Warschau uraufführte.
Er gründete das Karlskrona Kammermusik Festival.

## Auszeichnungen
- Internationaler Schwede des Jahres (1996)
- Edison (Musikpreis)
- Orpheus-Preis des Warschauer Herbst (1998)
- Litteris et Artibus-Medaille der Krone Schweden (2005)